# Damani Ralph
Damani Ralph (* 6. November 1980 in Kingston (Jamaika)) ist ein ehemaliger jamaikanischer Fußballspieler.
Seine Profikarriere dauerte fünf Jahre. Zwei Jahre spielte er bei Chicago Fire S.C. (2003–2004), von 2005 bis 2007 beim FC Rubin Kazan.
Von 2002 bis 2005 bestritt er 18 Länderspiele für die jamaikanische Fußballnationalmannschaft. Seit 2011 ist er lizenzierter FIFA-Spielervermittler.

## Bildung
Ralph begann als Junge in Jamaika Fußball zu spielen. Dazu gehörte die Zeit mit Harbour View und St. George’s College vor dem Umzug in die Vereinigten Staaten. Ralph begann seine Karriere in Amerika mit College-Fußball am Meridian Community College in Meridian, wo er 59 Tore in 45 Spielen erzielte und zum MVP des NJCAA-Turniers ernannt wurde. Nach zwei Jahren bei Meridian ging Ralph an die University of Connecticut, wo er sein Spiel fortsetzte. Während seiner zwei Jahre in Connecticut erzielte er 28 Tore und fügte 11 Assists hinzu und war in seinem letzten Jahr Finalist der Hermann Trophy.

## Karriere

### Major League Soccer
Ralph wurde vom Chicago Fire im MLS SuperDraft 2003 auf den 18. Platz gewählt. Er verdiente sich schnell einen Platz in der Startaufstellung und beendete die Saison mit 11 Toren und 6 Assists in 25 Spielen. Bei 11 Toren brach Ralph den MLS-Rekord für Tore eines Rookie, der zuvor von Rodrigo Faria, Josh Wolff und Jeff Cunningham erzielt wurde. Er wurde für seine Leistungen zum MLS-Rookie of the Year ernannt. In seinem zweiten Jahr bei Chicago Fire erzielte er erneut 11 Tore und fügte 3 Assists hinzu, um das Team bei der Wertung zu führen. Ralph erzielte das Spielsiegtor im Lamar Hunt U.S. 2003.

### Europa
Im Jahr 2004, nach seiner Rookie-Saison, gab es Gerüchte, dass Ralph zum spanischen Club FC Málaga wechseln würde, aber die MLS lehnte ein angebliches Transferangebot von $1 Million Dollar (US) ab. Im Jahr 2005 sicherte sich Ralph jedoch schließlich seinen lang ersehnten Transfer nach Europa. Der Umzug war für unbekannte Bedingungen – angenommen, dass es 2 Millionen Dollar (USA) waren – zum russischen Club FC Rubin Kazan. Der Vertrag würde drei Jahre mit einem jährlichen Startgehalt von 650.000 Dollar laufen.
In seiner ersten Saison für Rubin erzielte er nur zwei Tore in 25 Ligaspielen, als sein Team den vierten Platz belegte.

### Verletzung und Ruhestand
Im Februar 2006, bevor die neue russische Saison begann, wurde Ralph in Deutschland operiert, um Schäden an seinem linken Knie zu reparieren. Später in diesem Jahr wurde er zum zweiten Mal behandelt. Anfang 2008 hat er sich der dritten Knieoperation in Folge unterzogen.

### Versuchte Rückkehr zu MLS
Nach fast drei Jahren im Profifußball aufgrund einer Verletzung, in denen er sein Wirtschaftsstudium an der University of Connecticut absolvierte, tauchte Ralph während der Vorsaison 2010 erneut vor Gericht mit dem Major League Soccer Club New York Red Bulls auf. Der Prozess endete ohne ein Vertragsangebot des Clubs.

### Nationalmannschaft
Ralph kämpfte darum, einen Startplatz in der jamaikanischen Nationalmannschaft zu festigen, hauptsächlich wegen der Konkurrenz durch eine Reihe von eingebürgerten jamaikanischen Stürmern aus England. Er gab sein Debüt in einem Freundschaftsspiel im August 2002 gegen Grenada und verdiente 18 Kaps und erzielte einmal ein Tor. Er spielte in 8 Qualifikationsspielen der FIFA-Weltmeisterschaft.
Sein letztes Nationalspiel war ein Freundschaftsspiel im Oktober 2005 gegen Australien.